# Lochmaeus bilineata
Lochmaeus bilineata är en fjärilsart som beskrevs av Alpheus Spring Packard 1864. Lochmaeus bilineata ingår i släktet Lochmaeus och familjen tandspinnare. Inga underarter finns listade i Catalogue of Life.

## Bildgalleri

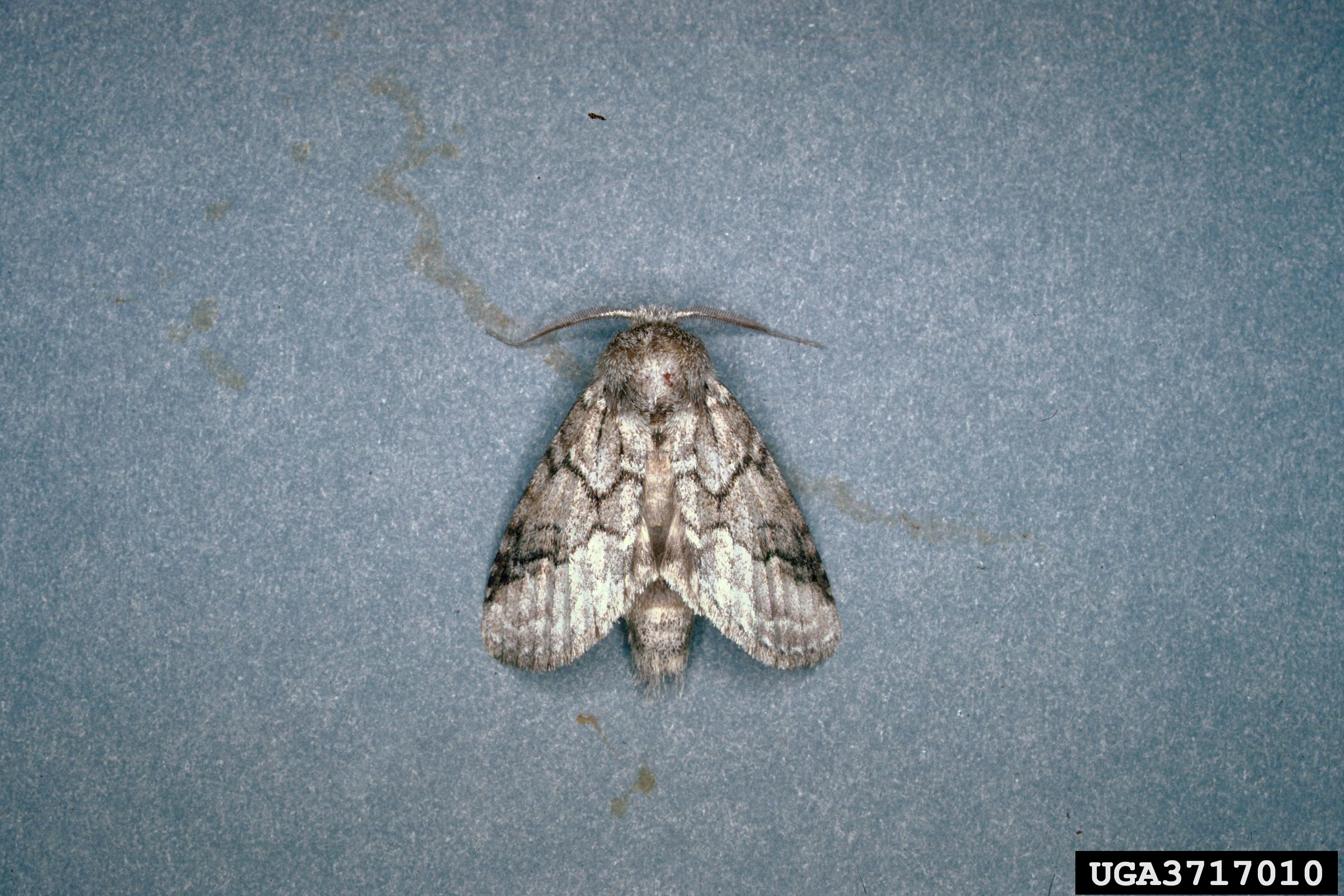
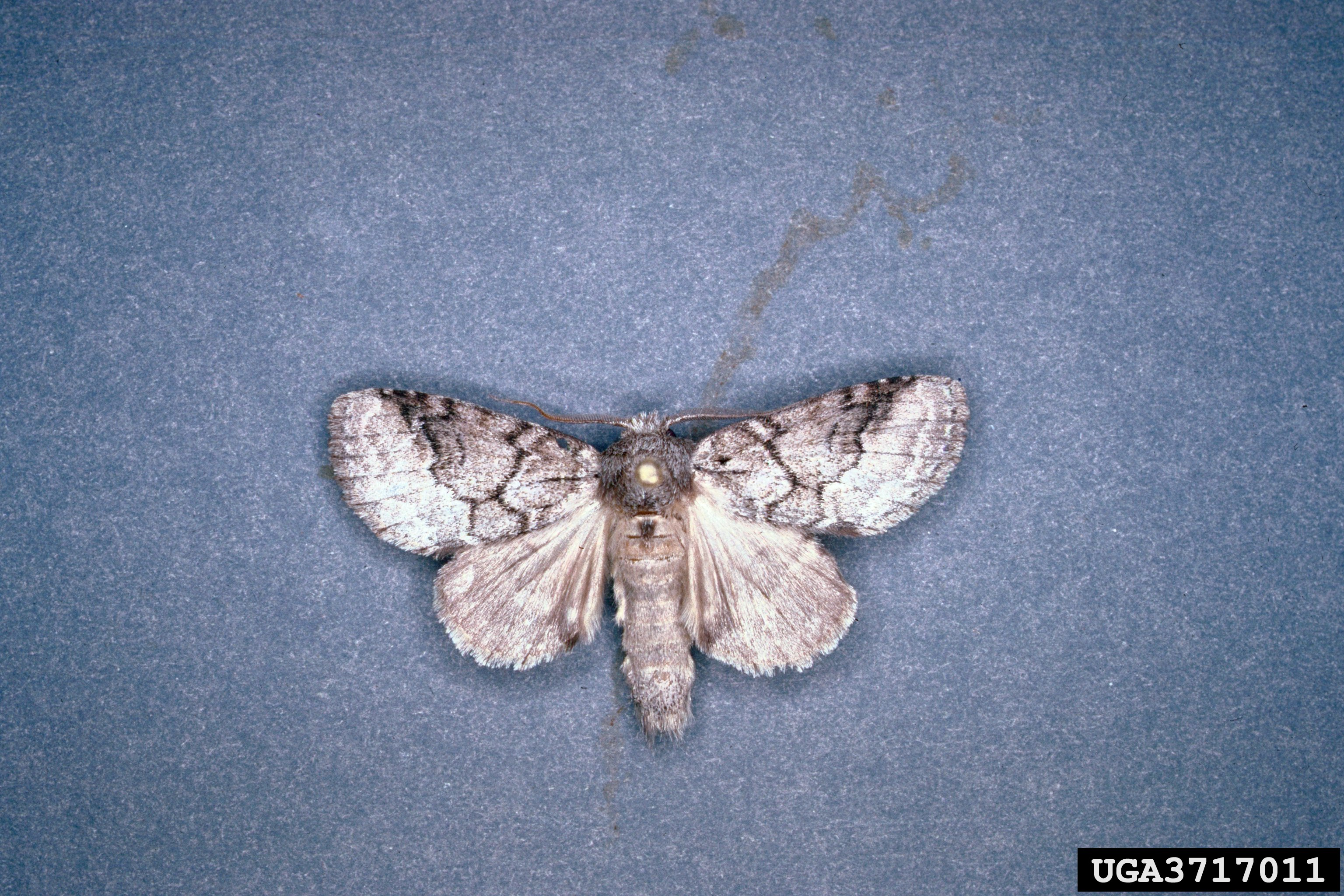
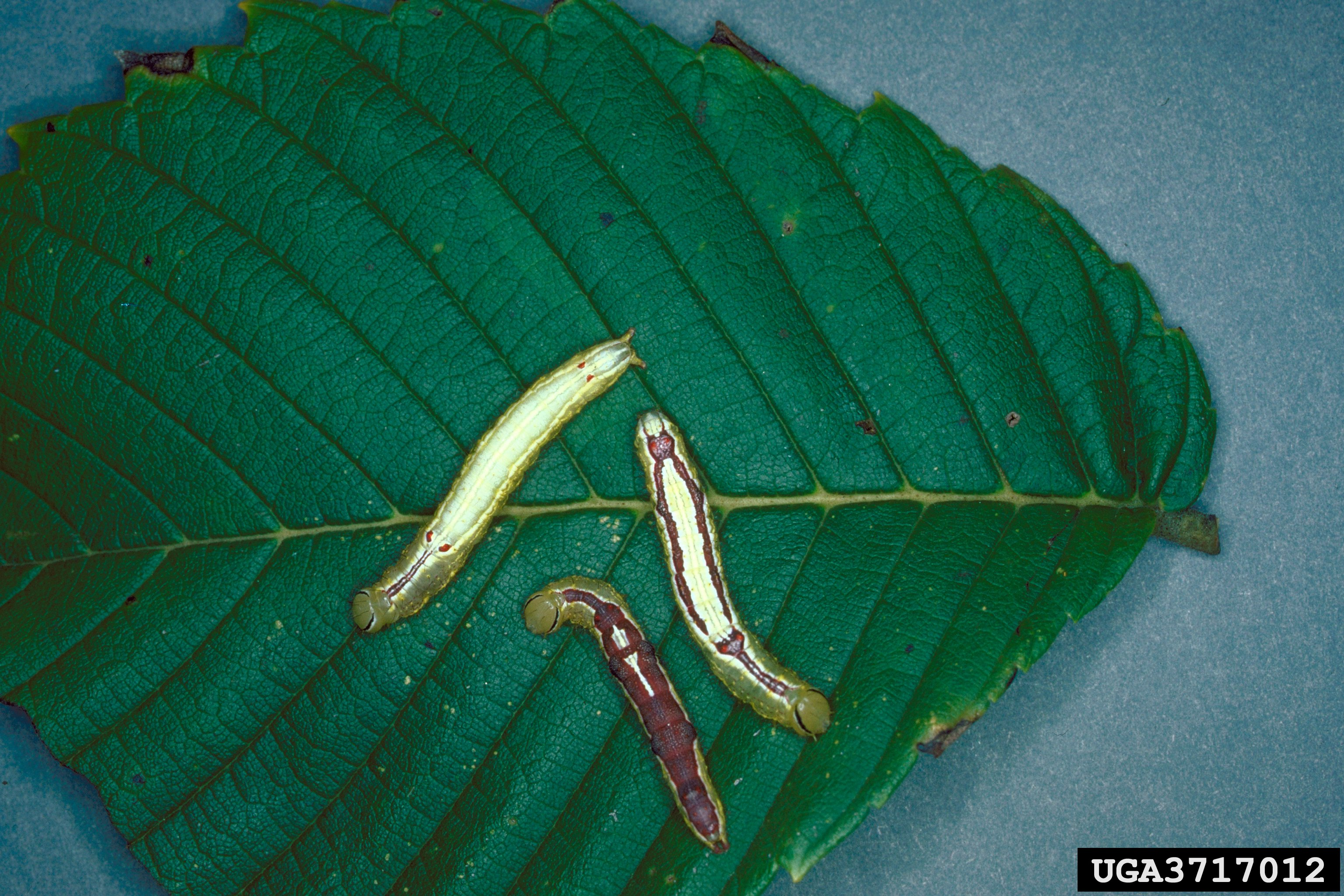
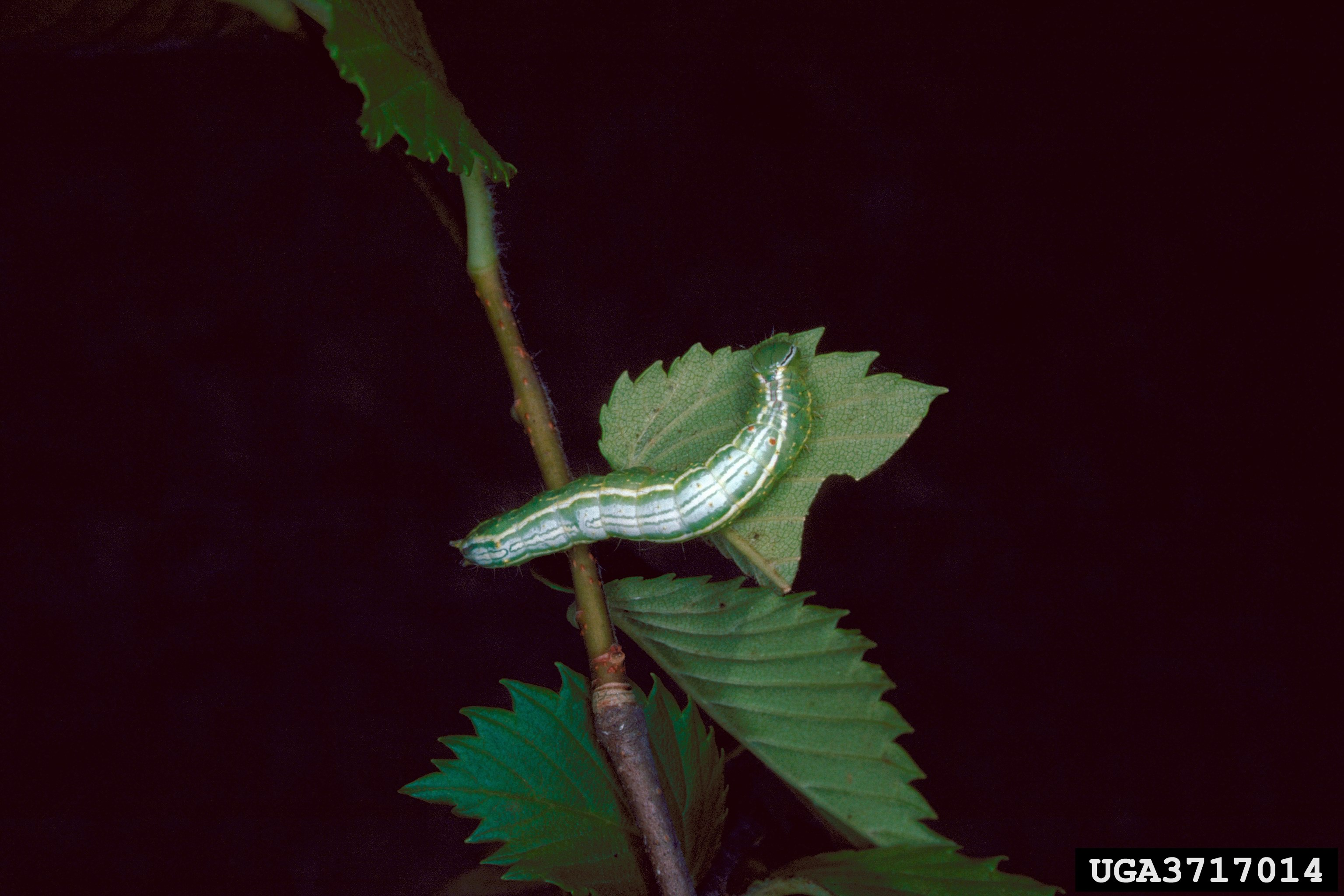